# دي دي آر 2 إس دي رام
(بالإنجليزية: DDR2 SDRAM)‏ وهي تقنية ذاكرة ولوج عشوائي تستخدم للتخزين عالي السرعة للمعطيات التي يتم العمل عليها في الحاسب أو الأجهزة الإلكترونية الرقمية الأخرى.

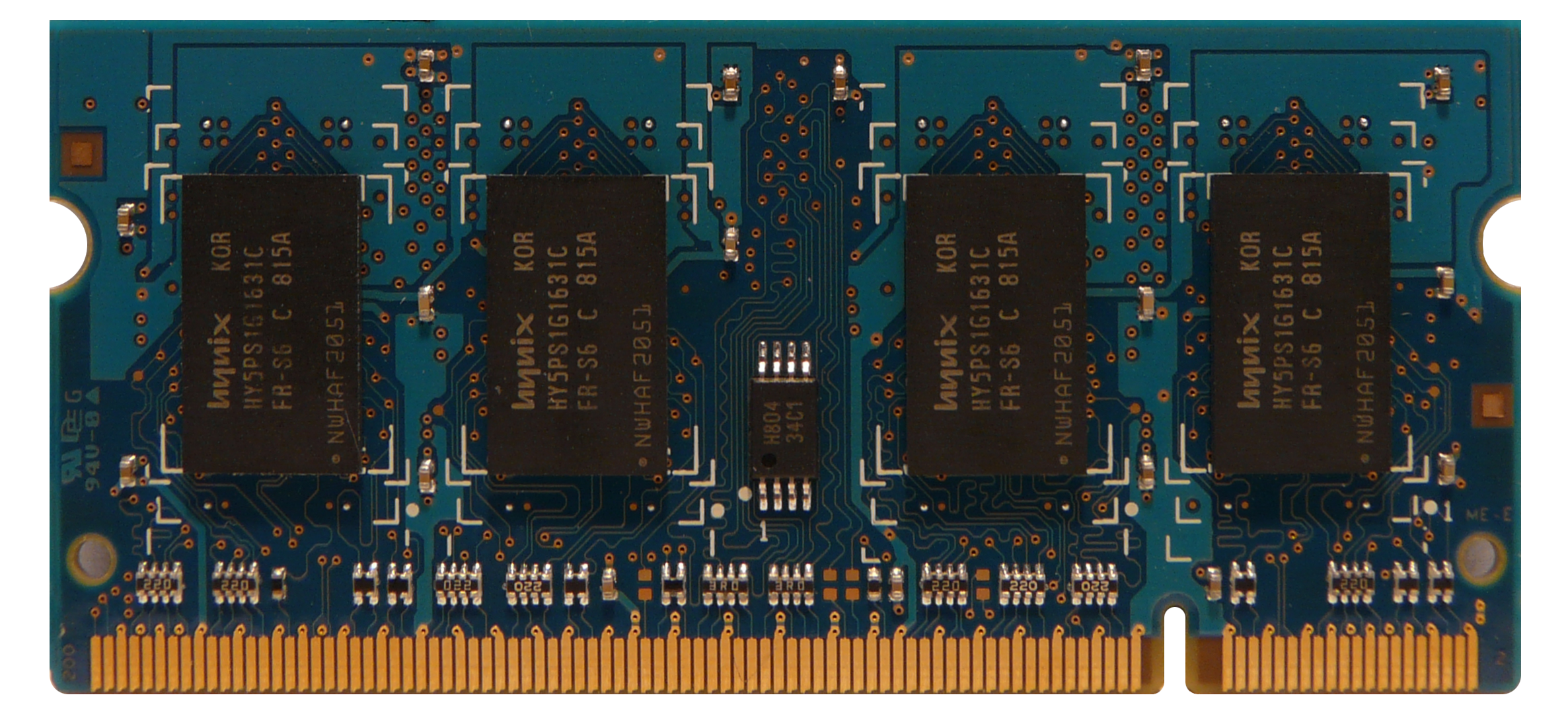

وهي نوع من أنواع الذواكر إس دي رام SDRAM التي هي بدورها نوع من ذواكر الدي رام DRAM وهي تعتبر نقلة نوعية عن سابقتها دي دي آر إس دي رام DDR SDRAM إن ايجابيتها الأساسية تكمن في إمكانيتها على تشغيل ناقلها أسرع بمرتين من خلاياها الداخلية مما يعني سرعات ممر أعلى وطاقة إنتاجية أعلى من سابقاتها.

## نظرة عامة
مثلها مثل جميع أنواع الـSDRAM ذواكر الـDDR2 تخزن المعطيات في خلايا ذاكرية تفعل بإشارة ساعة لتزامن عملها مع ممر معطيات خارجي، وكما في سابقتها (ذواكر الـDDR) خلايا الـ DDR2 تقوم بتبادل المعطيات على الجبهتين الصاعدة والهابطة لنبضة الساعة ولكن الفرق الرئيسي بين النوعين أنه في الثانية الممر يعمل بتردد أعلى بمرتين من خلايا الذاكرة لذا فإنه من الممكن نقل أربع كلمات رقمية خلال دورة الساعة للخلايا الداخلية ولذلك فإن الـDDR2 يمكن أن تعمل بفاعلية أكبر بمرتين من الـDDR دون زيادة تردد عمل الخلايا الداخلية.
إن تردد ممر ذواكر الـ DDR2 معزز بتحسينات لوصلاته الكهربائية مثل ذاكرة البحث السابق (prefitch_buffer) و(off_chip driver).
إن ذاكرة البحث السابق للـ ddr2 بعمق 4 بتات فيما هي بعمق 2 بت في الـ ddr و8 بت في الـ ddr3.
إن الـddr تملك زمن تأخير تنفيذ تبلغ 3 نبضات لساعة الممر فيما قد يبلغ زمن التأخير للـddr2 9 نبضات لساعة الممر مما يجعل ذواكر الـ ddr التي تعمل بنفس تردد الممر أسرع من ذواكر
الـ ddr2 إلا أن ذواكر الـ ddr2 لها القابلية على العمل بترددات أعلى من الـ ddr مما ينتج أداء أعلى في حالة الـ ddr2
إحدى نتائج هذه الزيادة في السرعة هي أن تغليف هذا النوع من الذواكر أصبح مكلف أكثر وأكثر صعوبة مقارنة مع سابقاتها من الـsdram وهذا التغيير في التغليف جاء بشكل رئيسي لضمان سلامة الإشارة عند الترددات العالية.
ميزة أخرى لذواكر الـ ddr2 هي توفيرها للطاقة حيث أنها تعمل بجهد 1.8 فولت مقارنة مع الـ ddr التي تعمل بجهد 2.5 فولط.
وفيما يلي نرض جدول بأهم المواصفات القياسية لذواكر الـddr2 ومقارنتها مع ذواكر الـddr

## الشريحة
| Standard name       | Memory clock | I/O Bus clock | Data transfers per second |
| ------------------- | ------------ | ------------- | ------------------------- |
| DDR2-400            | 100 MHz      | 200 MHz       | 400 Million               |
| DDR2-533            | 133 MHz      | 266 MHz       | 533 Million               |
| DDR2-667            | 166 MHz      | 333 MHz       | 667 Million               |
| DDR2-800            | 200 MHz      | 400 MHz       | 800 Million               |
| DDR2-1066 (planned) | 266 MHz      | 533 MHz       | 1066 Million              |

الوحدة:
| Module name        | Bus clock | Chip type | Peak transfer rate |
| ------------------ | --------- | --------- | ------------------ |
| PC2-3200           | 200 MHz   | DDR2-400  | 3.200 GB/s         |
| PC2-4200           | 266 MHz   | DDR2-533  | 4.264 GB/s         |
| PC2-5300           | 333 MHz   | DDR2-667  | 5.336 GB/s1        |
| PC2-6400           | 400 MHz   | DDR2-800  | 6.400 GB/s         |
| PC2-8500 (planned) | 533 MHz   | DDR2-1066 | 8.500 GB/s         |

## الظهور الأول
ذواكر الـ ddr2 أنتجت لأول مرة في الربع الثاني من عام 2003 بسرعتين أوليتين 200Mhz ،233Mhz والاثنتان عملا بشكل أسوأ من ذواكر الـ ddr في ذلك الوقت بسبب التأخير الكبير الذي جعل زمن الولوج الكلي أكبر إلا أن ذواكر الـ ddr كانت قد بلغت ذروة تردداتها (266Mhz) وزيادة التردد فوق ذلك لم تعط نتيجة من الناحية العملية وهنا بدأت تظهر الـddr2 كمنافس قوي للذواكر الأقدم وخصوصا بعد ظهور ذواكر بأزمنة تأخير أقل.
التوافق مع الذواكر الأقدم:
إن ذواكر الـddr2 لم تكن متوافقة بالشكل مع سابقتها حيث أن الشق الموجود فيها مغاير بالمكان للشق الموجود في ذواكر الـ ddr كما أنها تختلف معها أيضا بعدد الموصلات حيث أنها تبلغ 240 موصل في الـ DDR2 فيما هي 184 موصل في الـ DDR